# 花彩雀莺
花彩雀莺（学名：Lophobasileus sophiae）为長尾山雀科凤头雀莺属的鸟类。它分布于中国、印度、哈萨克斯坦、尼泊尔、巴基斯坦、俄罗斯、塔吉克斯坦和土库曼斯坦。该物种的模式产地在吉尔吉斯斯坦伊塞克湖。

## 亚种
- 花彩雀莺疆西亚种（学名：Lophobasileus sophiae major）。在中国大陆，分布于新疆、青海等地。该物种的模式产地在新疆。[3]
- 花彩雀莺青藏亚种（学名：Lophobasileus sophiae obscura）。在中国大陆，分布于甘肃、四川、青海、西藏等地。该物种的模式产地在青海。[4]
- 花彩雀莺指名亚种（学名：Lophobasileus sophiae sophiae）。在中国大陆，分布于新疆、甘肃、青海等地。该物种的模式产地在吉尔吉斯斯坦伊塞克湖。[5]
- 花彩雀莺疆南亚种（学名：Lophobasileus sophiae stoliczkae）。在中国大陆，分布于新疆、青海、西藏等地。该物种的模式产地在新疆。[6]